# Beldibi, Marmaris
Beldibi là một thị trấn thuộc huyện Marmaris, tỉnh Muğla, Thổ Nhĩ Kỳ. Dân số thời điểm năm 2011 là 8.959 người.